# Nicolas de Haguenau
Nicolas de Haguenau (né Niklas Zimmerlin en  1445/1460 à Haguenau, mort en 1538)  (également connu sous les noms de  Niclas Hagenauer, Niklaus Hagenauer, Niclas Hagnower, Niklaus Hagnower, Niclas von Hagenau)  est un sculpteur du gothique tardif, notable particulièrement par la partie sculptée du retable d'Issenheim.

## Biographie et œuvres
Le détail de la  vie de Nicolas de Haguenau est peu connu :  il est repéré en 1493 (jusqu'en 1526) comme citoyen de Strasbourg et a deux frères, Veit (Guy) et Paul, qui l'auraient aidé dans son travail, dans cette ville, en 1500, pour le maître-autel de la cathédrale de Strasbourg, dont il ne reste que des vestiges ;  à  Colmar pour la partie centrale des sculptures du sanctuaire) du retable d'Issenheim  (en 1500-1505), dont  les peintures des volets et des panneaux centraux sont de Matthias Grünewald effectués vers 1510/1515 (dont les dessins sont probablement de Martin Schongauer).
Outre ces réalisations on  connaît de lui :
- des vestiges datant de 1493-1494 du tombeau de l'évêque de Strasbourg Albrecht von Pfalz-Morbach, chapelle de la Vierge, collégiale de Saverne.
- La Déploration du Christ d'une prédelle, collège Saint-Étienne de Strasbourg.
- Deux bustes de donateurs accoudés[3], vers 1500, conservés au musée de l'Œuvre Notre-Dame, Strasbourg[4]
- un Saint Antoine ermite de 1500, conservé au musée de New York, The Cloisters.
- Partie de La Crucifixion, église Saint-Georges de Sélestat (attribution probable).

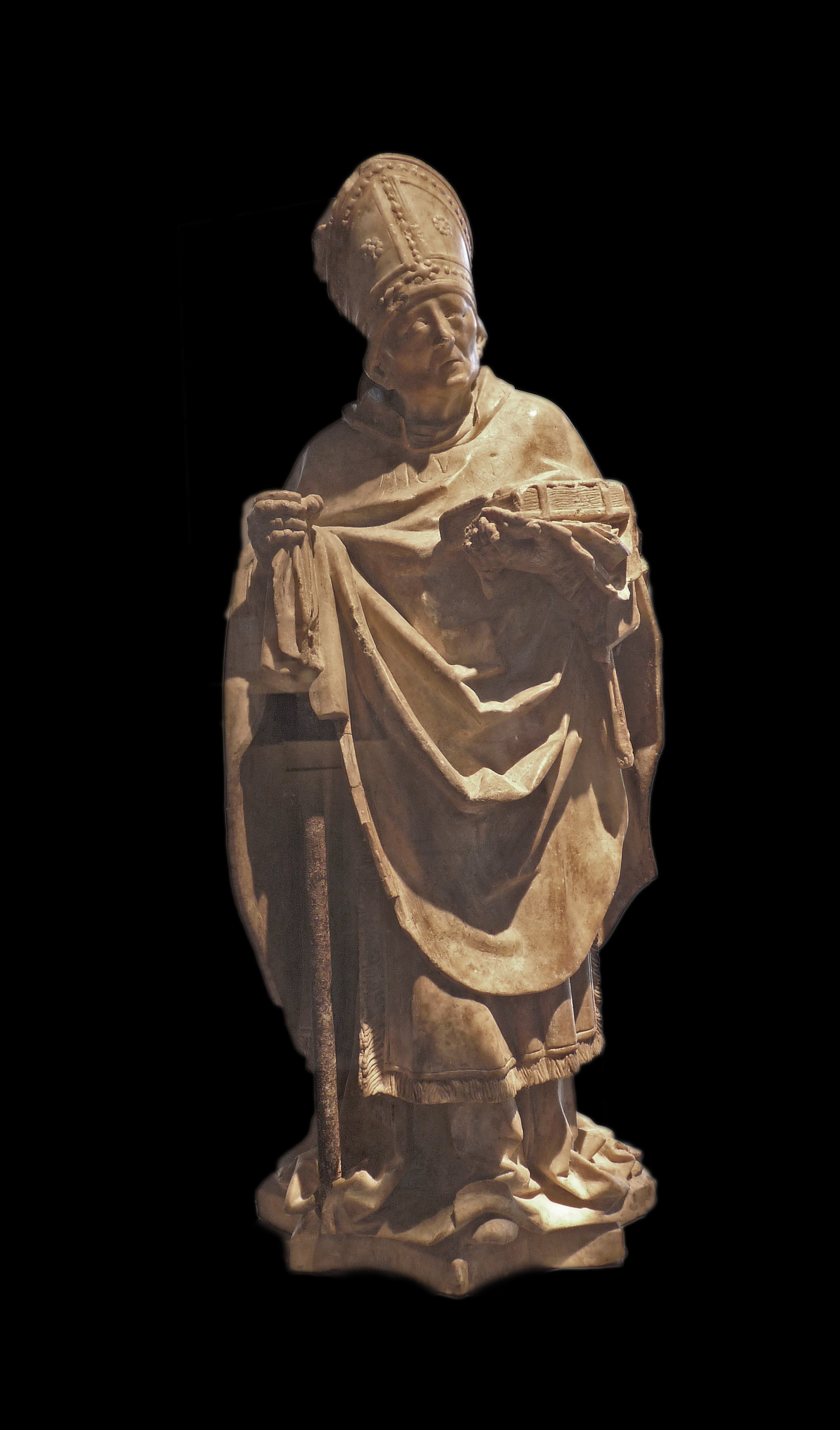
Saint évêque (attribution), musée de l'Œuvre Notre-Dame
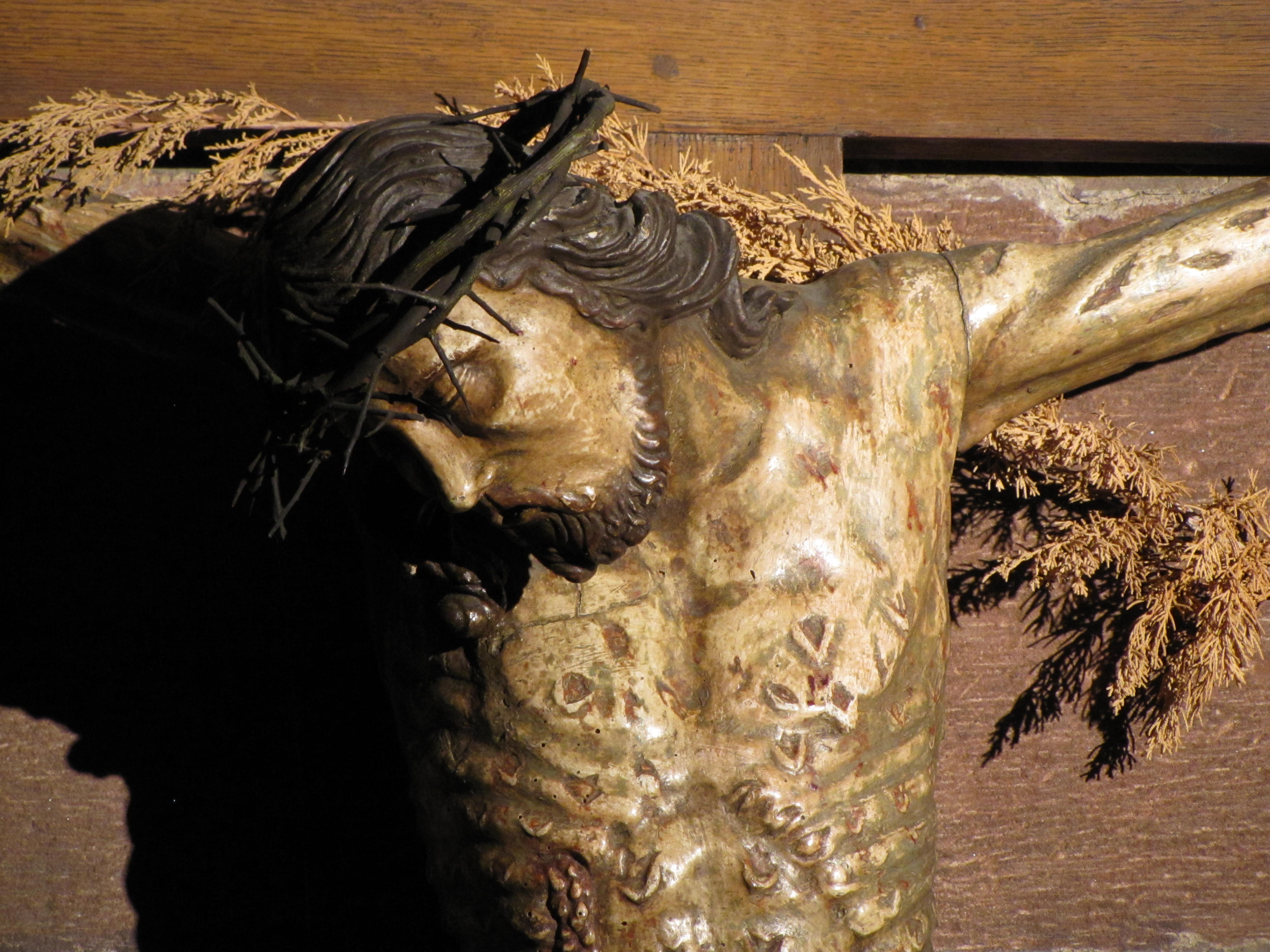
Tête du Christ de la Crucifixion de Saverne
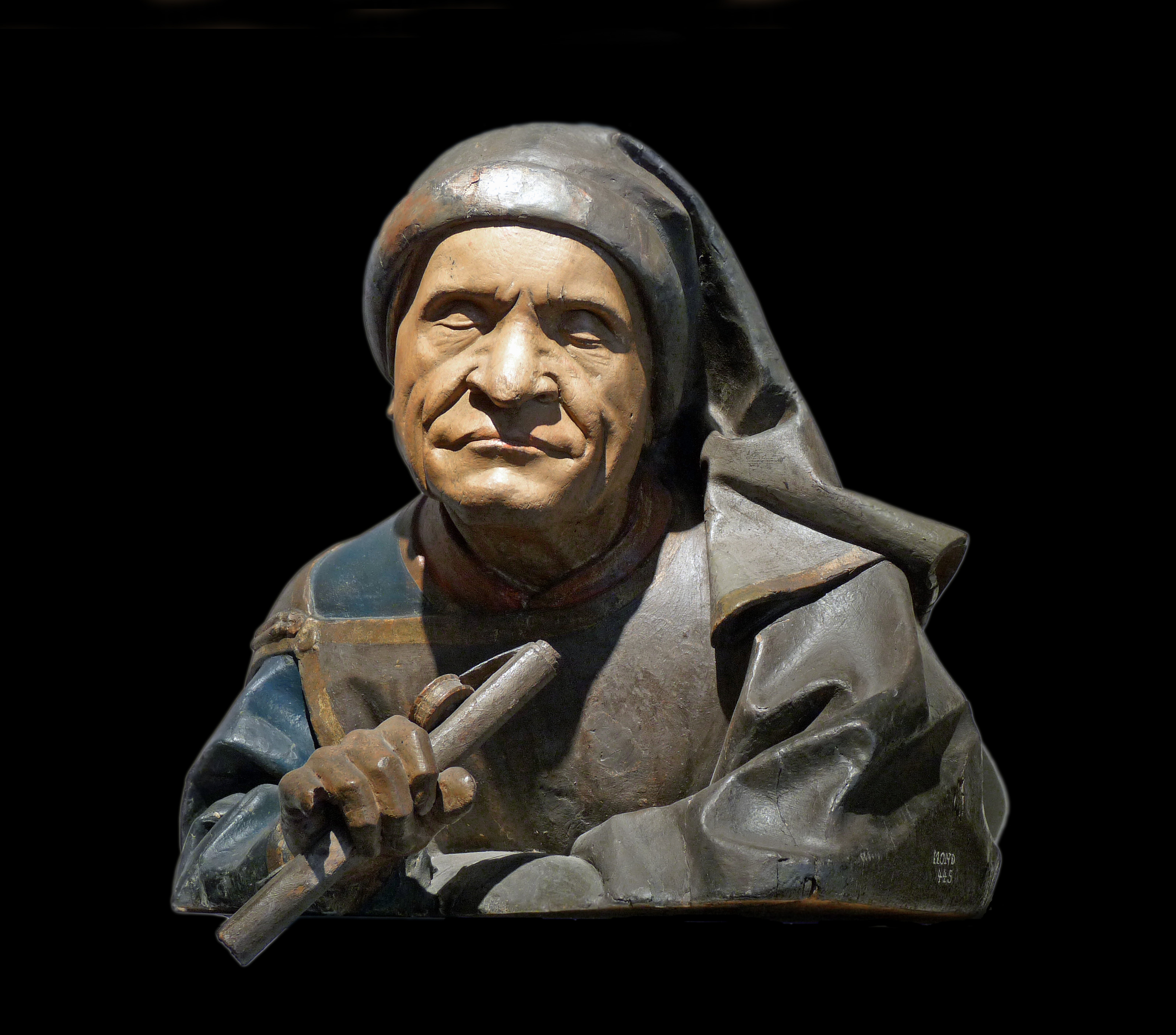
Buste d'homme accoudé, musée de l'Œuvre Notre-Dame
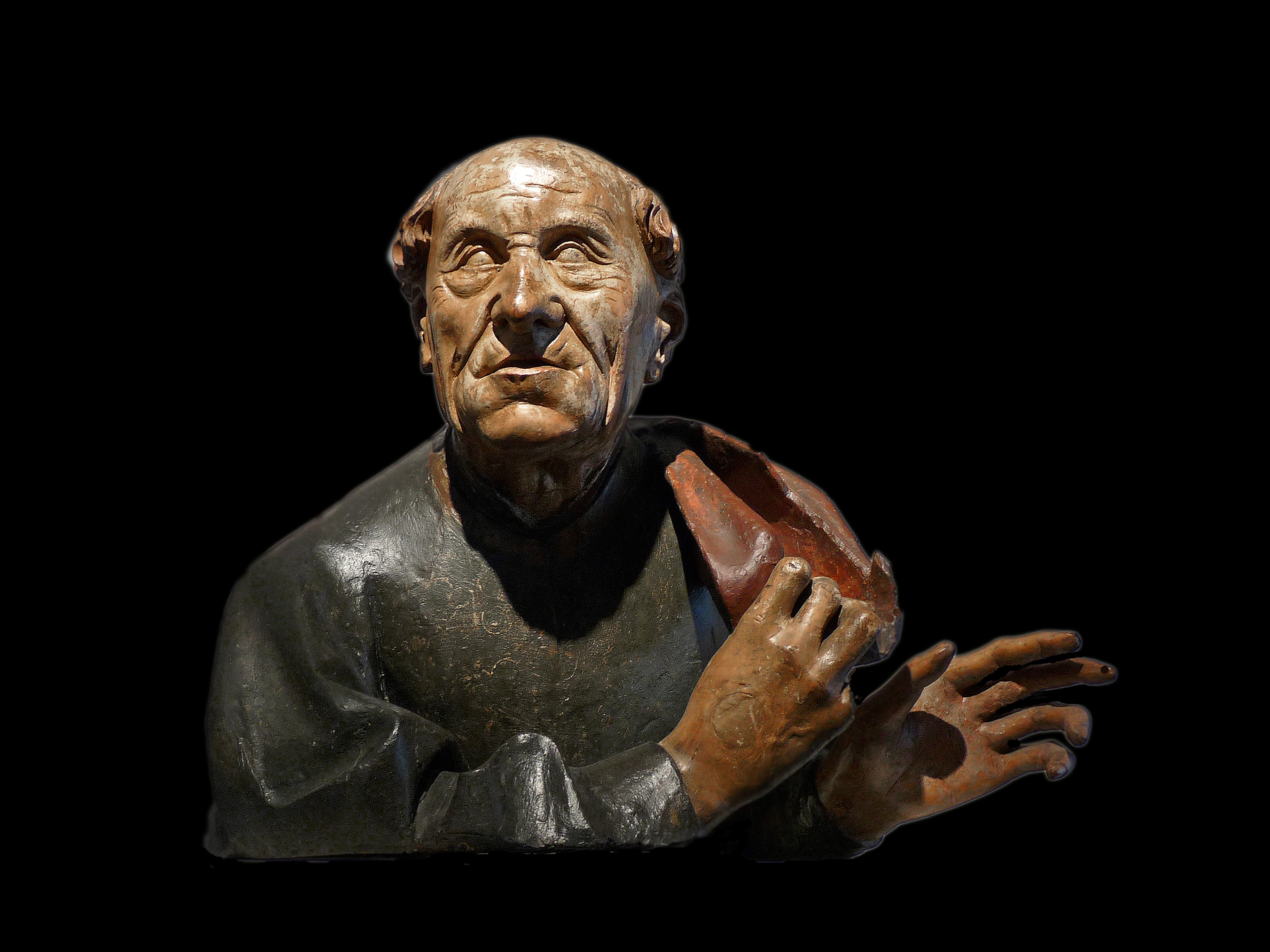
Buste d'homme accoudé, musée de l'Œuvre Notre-Dame